# Récif de Hughes
Le  récif de Hughes est un récif situé dans les îles Spratleys en mer de Chine méridionale. Il est contrôlé par la République populaire de Chine mais est revendiqué par les Philippines, le Viet-Nam et Taïwan. Il fait l'objet d'aménagement dans le cadre de la grande muraille de sable.